# Słońce (album)
Słońce – pierwszy album studyjny zespołu Łzy, wydany w grudniu 1998 roku własnymi środkami. Łzy nagrywały go przez 10 miesięcy w studiu Sonus w Łomiankach.

## Lista utworów
1. „Słońce dla ciebie”
2. „Emmanuelle Noire”
3. „Łzy szczęścia”
4. „Zabij się, zabij”
5. „Uciekając przed M.”
6. „Jesteś wiem, że jesteś”
7. „Chciałabym, chciałam być”
8. „Nienawiść – czekam na dzień”
9. „W kryształowym śnie”
10. „W księżycowym śnie”
11. „Aniele mój”
12. „Czy to grzech? Łabędź”
13. „Nie wiem i nie wiem” (bonus na CD)

## Sprzedaż
| Oficjalna Lista Sprzedaży OLiS |    |    |    |    |    |    |    |    |    |    |    |    |    |    |    |    |    |    |    |    |    |    |    |    |    |
| Tydzień                        | 01 | 02 | 03 | 04 | 05 | 06 | 07 | 08 | 09 | 10 | 11 | 12 | 13 | 14 | 15 | 16 | 17 | 18 | 19 | 20 | 21 | 22 | 23 | 24 | 25 |
| Pozycja                        | 46 | –  | –  | –  | –  | –  | –  | –  | –  | –  | –  | –  | –  | –  | –  | –  | –  | –  | –  | –  | –  | –  | –  | –  | –  |